# Roger (série télévisée)
Pour les articles homonymes, voir Roger.
Production
Diffusion
Roger est une série télévisée d'animation, d'humour, française développée depuis 2018 par les studios Je suis bien content, Watch Next Media et en partenariat avec France Télévisions Jeunesse.
La série se décline, depuis sa diffusion en 2019, en une saison de 78 épisodes, d'une durée d'environ 7 minutes par épisode.
Elle est diffusée en France sur France 4 et en replay sur le site France.tv et au Québec sur Unis TV.

## Histoire
Sur l'île tropicale et volcanique de Coolos, suivez les aventures abracadabrantesques de Roger, l'alien maladroit spécialiste des catastrophes, de son amie Fatou, la petite fille et d'une ribambelle d'amis animaux loufoques.
Maladresses, accidents et catastrophes, font partie de leur joyeux quotidien, où tout est bien qui finit bien.

## Distribution
Les différentes voix (pas de liste d'attribution complète et exacte disponible) ont été attribuées à Caroline Mozzone, Fily Keita, Emmanuel Garijo, Marc Bretonniere.

### Personnages et doublages
- Roger (alien) (VO : Jeff Bergman) (VF : Emmanuel Garijo)
- Fatou (petite fille) (VO : Alison Brie) (VF : Fily Keita)
- Le Papa botaniste (VO : Eric Bauza)
- André (requin)
- Roger 3000 (robot) (VO : Jeff Bergman)
- Junior (gorille enfant) (VF : Caroline Mozzone)
- Aldo (orang-outan adulte et docteur...)
- Igor (cochon enfant)
- Ludivine (cochon adulte)
- Simone (mouette)
- Dolorès (mouette)
- Miranda (mouette)
- Irina (baleine) (VF : Caroline Mozzone)
- Anastase (ptérodactyle)
- Charles-Henri (escargot)
- Yolanda (tortue)
- Gilbart (boule extra-terrestre)[4]
- La maman de Gilbart (boule extra-terrestre)
- Le Groah (bestiole violette)[5]
- John (crabe)[6]
- Paul (crabe)
- George (crabe)
- Ringo (crabe)
- Nadège (tante)
- Paloma (cousine)
- Odette Férule (contrôleuse d'éducation)
- Yvonne Recta (inspectrice scientifique)
- Michel (restaurateur)
- Zoltan (dauphin)
- Le M.E.U.R.F[7] no 1 (adulte)
- Le M.E.U.R.F no 2 (adulte)
- Le M.E.U.R.F no 3 (adulte)
- Le M.E.U.R.F (enfant)
- Jean-Hervé (touriste)
- Yvette (touriste)
- Pédro X22 (non doublé)

## Épisodes
(Ordre officiel trouvé sur le site de France 4 TV au fil des rediffusions en replay)
1. Dodo
2. Le cerf-volant
3. La banane
4. Le mensonge
5. La copine
6. La cousine
7. La fatigue
8. L'odeur
9. La honte
10. La manette
11. La menace
12. La neige
13. La procrastination
14. La promesse
15. La révélation
16. C'est vert
17. La visite
18. La triche
19. Le jour des blagues
20. La terreur
21. La zapette
22. L'ananas
23. La baguette magique
24. Le courage
25. Le déménagement
26. Le départ
27. Le désintégrateur
28. Le double
29. Le gâteau
30. Le groah
31. La trottinette
32. Le ménage
33. La bêtise
34. Le tac-tac
35. Le trophée
36. Le vase
37. Le volcan
38. L'ennui
39. L'enquête
40. L'examen
41. L'humour
42. La fête
43. L'opéra
44. L'oubli
45. Noël pour tous
46. La malédiction
47. Ni oui ni non
48. Le secret
49. La tablette
50. Roger 3000
51. Roger, le film
52. Silence
53. Encore !
54. Gilbart
55. La cascadeuse
56. La confiance
57. La course
58. La disparition
59. La grande fille
60. La piqûre
61. La surprise
62. L'autorité
63. Le boulet
64. Le chapeau
65. Le choix
66. Le clone
67. Le malentendu
68. Le nuage
69. Le permis
70. Le phare
71. Le rêve
72. Le réveil
73. L'échange
74. Le spectacle
75. Les poux
76. La cabane
77. Sani-mutator 325
78. À fond !